# Brendan Cole
Brendan Cole (Christchurch, 23 de abril de 1976) es un bailarín de salón y coreógrafo neozelandés. Es más conocido por sus apariciones como bailarín profesional en el programa de BBC One, Strictly Come Dancing. De 2005 a 2009, fue juez en la versión de neozelandesa de Dancing with the Stars.

## Primeros años
Cole nació en Christchurch, Nueva Zelanda. Ha bailado desde que tenía seis años, y se mudó al Reino Unido cuando tenía dieciocho años, donde estudió pasodoble, bailes de salón y ballet en Donaheys, Clayton, Mánchester. Antes de convertirse en bailarín profesional, Cole era constructor y capa de techo, dejando la escuela a los 17 años.

## Carrera

### Carrera temprana
Cole bailó con Camilla Dallerup, una concursante del show de larga duración de la BBC, Come Dancing, como novatos de 1996, y de 2002 a 2004 como profesionales. Compitieron por Nueva Zelanda. En 2003, Dallerup y Cole obtuvieron el tercer lugar para América Latina en el Campeonato Cerrado del Reino Unido.
En el invierno de 2004 tuvo su primera experiencia como actor en el largometraje británico Everything to Dance for, junto a Sasha Jackson, Travis Oliver y Sally Reeve.
En octubre de 2009, Cole apareció en el programa de viajes de Nueva Zelanda, Intrepid Journeys. Durante una lección de caza filmada en Vanuatu, se le mostró matando y comiendo un pollo, lo que provocó la cobertura de noticias internacionales.
En el verano de 2006, se unió a Love Island de ITV y se convirtió en el subcampeón cuando el programa terminó el 28 de agosto de 2006. También en ese año, apareció como juez invitado en el cuarto episodio de Britain's Next Top Model, donde trabajó con las 10 concursantes restantes para enseñarles los bailes de salón antes ser juzgadas.
En enero de 2007, Cole apareció en el programa de la BBC, Just the Two of Us, como una celebridad, con Beverley Knight como su pareja profesional. Ellos quedaron en segundo lugar.
Cole representó al Reino Unido en el primer Festival de Baile de Eurovisión en septiembre de 2007. Su pareja de baile fue Camilla Dallerup. La pareja fue muy elogiada por los jueces británicos, pero solo logró terminar decimoquinta de los dieciséis participantes.
En 2010, fue un capitán del equipo de invitados famosos en What Do Kids Know? junto con Rufus Hound, Joe Swash y Sara Cox en Watch.

### Dancing with the Stars
Cole ha juzgado la versión neozelandesa de Strictly Come Dancing, Dancing with the Stars, de 2005 a 2009. En los años en que Craig Revel Horwood era uno de los otros jueces, las opiniones y puntajes de los dos hombres eran marcadamente diferentes.

### Strictly Come Dancing
Cole participó en Strictly Come Dancing de BBC One desde la primera serie, teniendo como pareja a la presentadora de noticias de la BBC, Natasha Kaplinsky, con quien logró llegar a la final logrando ser los ganadores de la competencia. En la serie 2 fue emparejado con la actriz de Casualty, Sarah Manners, siendo la quinta pareja eliminada de la competencia y terminando en el sexto puesto. Durante el Especial de Navidad de 2004, Cole se asoció una vez más con Kaplinsky y quedaron en segundo lugar bailando un foxtrot.
En la serie 3 fue emparejado con la presentadora de noticias de GMTV, Fiona Phillips, siendo eliminados durante la cuarta semana y quedando en el noveno puesto. Luego apareció en el Especial de Navidad de 2005 con Rachel Hunter. Volvió a competir para la serie 4 donde fue pareja de la actriz Claire King, ellos fueron eliminados en la octava semana y terminaron en el sexto puesto.
Para la serie 5 en 2007, fue emparejado con la modelo y actriz Kelly Brook, sin embargo, abandonaron la competencia en la novena semana debido a la muerte del padre de Brook. Al año siguiente, para la serie 6 su pareja de baile fue la presentadora Lisa Snowdon, con quien logró llegar a la final finalizando en el tercer puesto. Ellos bailaron nuevamente en el especial de Navidad de 2008.
En 2009, fue paraje de la modelo y empresaria Jo Wood para serie 7, con quien fue eliminado en la sexta semana y quedando en el undécimo puesto. En la serie 8 su pareja fue la cantante estadounidense Michelle Williams, siendo eliminados en la séptima semana y ubicándose en el noveno puesto.
Para la serie 9 tuvo como pareja a la cantante Lulu, quedando en el décimo puesto al haber sido eliminados en la sexta semana. Para la serie 10 fue emparejado con la ciclista de pista olímpica, Victoria Pendleton; ellos fueron eliminados en la octava semana de competencia y quedaron en el octavo puesto.
En 2013, fue emparejado con la cantautora Sophie Ellis-Bextor para la serie 11, con quien logró llegar hasta a la final finalizando en el cuarto puesto. Para la serie 12 en 2014, su compañera de baile fue la actriz de Casualty, Sunetra Sarker; fueron la novena pareja en ser eliminada y terminaron en el séptimo puesto.
En 2015, para la serie 13 compitió con la presentadora de televisión Kirsty Gallacher, siendo eliminados en la sexta semana y quedando en undécimo puesto. Ese mismo año ingresó al especial Children in Need, el cual ganó junto a la actriz Laura Main, además de participar en el especial de Navidad de 2015 con la ganadora de la serie 11, Abbey Clancy. En la serie 14 de 2016, Cole fue emparejado con la cantautora estadounidense Anastacia, finalizando en el décimo puesto al ser eliminados en la sexta semana.
Él regresó para la serie 15, donde fue emparejada con la presentadora de Good Morning Britain, Charlotte Hawkins, siendo eliminados en la cuarta semana y quedando en el decimotercer puesto. Cole anunció en enero de 2018 que su contrato no había sido renovado, siendo despedido del programa.
| Temporada | Pareja              | Puesto | Promedio |
| --------- | ------------------- | ------ | -------- |
| 1         | Natasha Kaplinsky   | 1.º    | 33.00    |
| 2         | Sarah Manners       | 6.º    | 26.80    |
| 3         | Fiona Phillips      | 9.º    | 15.00    |
| 4         | Claire King         | 6.º    | 24.86    |
| 5         | Kelly Brook         | 6.º    | 33.00    |
| 6         | Lisa Snowdon        | 3.º    | 34.81    |
| 7         | Jo Wood             | 11.º   | 18.83    |
| 8         | Michelle Williams   | 9.º    | 26.29    |
| 9         | Lulu                | 10.º   | 24.83    |
| 10        | Victoria Pendleton  | 8.º    | 24.13    |
| 11        | Sophie Ellis-Bextor | 4.º    | 33.33    |
| 12        | Sunetra Sarker      | 7.º    | 28.40    |
| 13        | Kirsty Gallacher    | 11.º   | 21.67    |
| 14        | Anastacia           | 10.º   | 26.50    |
| 15        | Charlotte Hawkins   | 13.º   | 17.50    |

- Serie 1 con Natasha Kaplinsky

| Semana        | Baile / Canción                              | Puntajes de los jueces | Puntajes de los jueces | Puntajes de los jueces | Puntajes de los jueces | Resultado       |
| Semana        | Baile / Canción                              | C.R.                   | A.P.                   | L.G.                   | B.T.                   | Resultado       |
| ------------- | -------------------------------------------- | ---------------------- | ---------------------- | ---------------------- | ---------------------- | --------------- |
| 1             | Chachachá / «Chain of Fools»                 | 5                      | 7                      | 8                      | 7                      | Sin eliminación |
| 2             | Quickstep / «The Lady Is a Tramp»            | 7                      | 8                      | 8                      | 8                      | Salvados        |
| 3             | Jive / «Jump, Jive an' Wail»                 | 7                      | 7                      | 5                      | 7                      | Salvados        |
| 4             | Foxtrot / «The Girl from Ipanema»            | 8                      | 9                      | 9                      | 9                      | Salvados        |
| 5             | Samba / «Love Is in the Air»                 | 9                      | 10                     | 9                      | 9                      | Salvados        |
| 6             | Tango / «Libertango»                         | 8                      | 7                      | 8                      | 8                      | Salvados        |
| 6             | Rumba / «Endless Love»                       | 9                      | 9                      | 9                      | 9                      | Salvados        |
| 7 (Semifinal) | Vals / «With You I'm Born Again»             | 9                      | 9                      | 9                      | 9                      | Salvados        |
| 7 (Semifinal) | Pasodoble / «O Fortuna»                      | 8                      | 9                      | 9                      | 9                      | Salvados        |
| 8 (Final)     | Quickstep / «The Lady Is a Tramp»            | 9                      | 9                      | 9                      | 9                      | Ganadores       |
| 8 (Final)     | Samba / «Love Is in the Air»                 | 7                      | 7                      | 9                      | 8                      | Ganadores       |
| 8 (Final)     | Showdance / «(I've Had) The Time of My Life» | 8                      | 9                      | 9                      | 9                      | Ganadores       |

- Serie 2 con Sarah Manners

| Semana | Baile / Canción                        | Puntajes de los jueces | Puntajes de los jueces | Puntajes de los jueces | Puntajes de los jueces | Resultado  |
| Semana | Baile / Canción                        | C.R.                   | A.P.                   | L.G.                   | B.T.                   | Resultado  |
| ------ | -------------------------------------- | ---------------------- | ---------------------- | ---------------------- | ---------------------- | ---------- |
| 1      | Vals / «I Wonder Why»                  | 6                      | 7                      | 7                      | 8                      | Salvados   |
| 2      | Rumba / «I Don't Want to Miss a Thing» | 5                      | 6                      | 6                      | 6                      | Salvados   |
| 3      | Tango / «Hernando's Hideaway»          | 7                      | 8                      | 8                      | 8                      | Salvados   |
| 4      | Pasodoble / «Bring Me to Life»         | 8                      | 7                      | 6                      | 8                      | Salvados   |
| 5      | Samba / «Kiss Kiss»                    | 5                      | 6                      | 6                      | 6                      | Eliminados |

- Serie 3 con Fiona Phillips

| Semana | Baile / Canción                            | Puntajes de los jueces | Puntajes de los jueces | Puntajes de los jueces | Puntajes de los jueces | Resultado  |
| Semana | Baile / Canción                            | C.R.                   | A.P.                   | L.G.                   | B.T.                   | Resultado  |
| ------ | ------------------------------------------ | ---------------------- | ---------------------- | ---------------------- | ---------------------- | ---------- |
| 1      | Vals / «Sam»                               | 2                      | 2                      | 4                      | 3                      | Salvados   |
| 2      | Rumba / «Almost Here»                      | 1                      | 2                      | 6                      | 4                      | Salvados   |
| 3      | Jive / «Hit the Road Jack»                 | 2                      | 4                      | 5                      | 5                      | Salvados   |
| 4      | Foxtrot / «Ain't That a Kick in the Head?» | 3                      | 5                      | 6                      | 6                      | Eliminados |

- Serie 4 con Claire King

| Semana | Baile / Canción               | Puntajes de los jueces | Puntajes de los jueces | Puntajes de los jueces | Puntajes de los jueces | Resultado  |
| Semana | Baile / Canción               | C.R.                   | A.P.                   | L.G.                   | B.T.                   | Resultado  |
| ------ | ----------------------------- | ---------------------- | ---------------------- | ---------------------- | ---------------------- | ---------- |
| 2      | Rumba / «Show Me Heaven»      | 7                      | 4                      | 4                      | 6                      | Salvados   |
| 3      | Jive / «Nutbush City Limits»  | 4                      | 6                      | 6                      | 6                      | Salvados   |
| 4      | Foxtrot / «Sweet Caroline»    | 7                      | 4                      | 6                      | 7                      | Salvados   |
| 5      | Salsa / «Señorita»            | 4                      | 5                      | 6                      | 6                      | Salvados   |
| 6      | American smooth / «Blue Moon» | 8                      | 7                      | 9                      | 8                      | Salvados   |
| 7      | Tango / «Ole Guapa»           | 8                      | 8                      | 6                      | 7                      | Salvados   |
| 8      | Samba / «I Love to Love»      | 5                      | 5                      | 8                      | 7                      | Eliminados |

- Serie 5 con Kelly Brook

| Semana | Baile / Canción                                       | Puntajes de los jueces | Puntajes de los jueces | Puntajes de los jueces | Puntajes de los jueces | Resultado   |
| Semana | Baile / Canción                                       | C.R.                   | A.P.                   | L.G.                   | B.T.                   | Resultado   |
| ------ | ----------------------------------------------------- | ---------------------- | ---------------------- | ---------------------- | ---------------------- | ----------- |
| 2      | Rumba / «She's Like the Wind»                         | 8                      | 8                      | 9                      | 8                      | Salvados    |
| 3      | Tango / «Gimme! Gimme! Gimme! (A Man After Midnight)» | 9                      | 9                      | 8                      | 9                      | Salvados    |
| 4      | American smooth / «(Love Is) The Tender Trap»         | 8                      | 8                      | 8                      | 10                     | Salvados    |
| 5      | Pasodoble / «You Give Love a Bad Name»                | 7                      | 7                      | 7                      | 7                      | Salvados    |
| 6      | Vals vienés / «Delilah»                               | 9                      | 9                      | 9                      | 9                      | Salvados    |
| 7      | Jive / «Johnny B. Goode»                              | 9                      | 9                      | 9                      | 9                      | Salvados    |
| 8      | Samba / «Stayin' Alive»                               | 7                      | 7                      | 7                      | 8                      | Dos últimos |
| 9      | —                                                     | —                      | —                      | —                      | —                      | Abandonaron |

- Serie 6 con Lisa Snowdon

| Semana         | Baile / Canción                                              | Puntajes de los jueces | Puntajes de los jueces | Puntajes de los jueces | Puntajes de los jueces | Resultado     |
| Semana         | Baile / Canción                                              | C.R.                   | A.P.                   | L.G.                   | B.T.                   | Resultado     |
| -------------- | ------------------------------------------------------------ | ---------------------- | ---------------------- | ---------------------- | ---------------------- | ------------- |
| 2              | Salsa / «Rhythm Is Gonna Get You»                            | 5                      | 5                      | 6                      | 6                      | Salvados      |
| 4              | Rumba / «Suddenly»                                           | 8                      | 8                      | 8                      | 8                      | Salvados      |
| 5              | American smooth / «It Happened in Monterey»                  | 8                      | 9                      | 9                      | 9                      | Salvados      |
| 6              | Pasodoble / «Eye of the Tiger»                               | 7                      | 7                      | 8                      | 7                      | Salvados      |
| 7              | Tango / «La Cumparsita»                                      | 8                      | 9                      | 9                      | 9                      | Salvados      |
| 8              | Vals vienés / «Bed of Roses»                                 | 9                      | 9                      | 9                      | 9                      | Salvados      |
| 9              | Samba / «Rock the Boat»                                      | 6                      | 7                      | 9                      | 8                      | Salvados      |
| 10             | Quickstep / «Yes»                                            | 8                      | 9                      | 9                      | 9                      | Dos últimos   |
| 11             | Foxtrot / «Walkin' My Baby Back Home»                        | 9                      | 10                     | 10                     | 10                     | Salvados      |
| 11             | Chachachá / «Tears Dry on Their Own»                         | 9                      | 9                      | 9                      | 10                     | Salvados      |
| 12             | Vals / «He Was Beautiful»                                    | 9                      | 10                     | 10                     | 10                     | Dos últimos   |
| 12             | Jive / «Crocodile Rock»                                      | 8                      | 8                      | 8                      | 9                      | Dos últimos   |
| 13 (Semifinal) | Tango argentino / «Infiltrado»                               | 8                      | 8                      | 10                     | 9                      | Salvados      |
| 13 (Semifinal) | Quickstep / «Dancing in the Dark»                            | 10                     | 10                     | 10                     | 10                     | Salvados      |
| 14 (Final)     | Foxtrot / «Walkin' My Baby Back Home»                        | 10                     | 10                     | 10                     | 10                     | Tercer puesto |
| 14 (Final)     | Chachachá / «Tears Dry on Their Own»                         | 10                     | 10                     | 10                     | 10                     | Tercer puesto |
| 14 (Final)     | Showdance / «I'd Do Anything for Love (But I Won't Do That)» | —                      | —                      | —                      | —                      | Tercer puesto |

- Serie 7 con Jo Wood

| Semana | Baile / Canción                 | Puntajes de los jueces | Puntajes de los jueces | Puntajes de los jueces | Puntajes de los jueces | Resultado  |
| Semana | Baile / Canción                 | C.R.                   | L.G.                   | A.D.                   | B.T.                   | Resultado  |
| ------ | ------------------------------- | ---------------------- | ---------------------- | ---------------------- | ---------------------- | ---------- |
| 2      | Tango / «Let's Dance»           | 3                      | 5                      | 5                      | 5                      | Salvados   |
| 2      | Rumba / «Fallen»                | 3                      | 5                      | 5                      | 5                      | Salvados   |
| 3      | Pasodoble / «Because the Night» | 3                      | 6                      | 6                      | 5                      | Salvados   |
| 4      | Foxtrot / «Crazy»               | 4                      | 6                      | 6                      | 5                      | Salvados   |
| 5      | Vals vienés / «Trouble»         | 5                      | 7                      | 6                      | 5                      | Salvados   |
| 6      | Samba / «Superstition»          | 2                      | 5                      | 3                      | 4                      | Eliminados |

- Serie 8 con Michelle Williams

| Semana                                                      | Baile / Canción                | Puntajes de los jueces | Puntajes de los jueces | Puntajes de los jueces | Puntajes de los jueces | Resultado       |
| Semana                                                      | Baile / Canción                | C.R.                   | L.G.                   | A.D.                   | B.T.                   | Resultado       |
| ----------------------------------------------------------- | ------------------------------ | ---------------------- | ---------------------- | ---------------------- | ---------------------- | --------------- |
| 1                                                           | Chachachá / «Stone Cold Sober» | 5                      | 6                      | 7                      | 6                      | Sin eliminación |
| 2                                                           | Foxtrot / «It Had to Be You»   | 6                      | 7                      | 7                      | 6                      | Salvados        |
| 3                                                           | Rumba / «Wicked Game»          | 4                      | 6                      | 7                      | 7                      | Dos últimos     |
| 41                                                          | Tango / «Killer»               | 6                      | 7                      | 7                      | 7                      | Dos últimos     |
| 5                                                           | Jive / «Time Warp»             | 7                      | 6                      | 8                      | 8                      | Salvados        |
| 6                                                           | Vals / «Right Here Waiting»    | 6                      | 8                      | 8                      | 8                      | Dos últimos     |
| 7                                                           | Pasodoble / «American Woman»   | 5                      | 6                      | 7                      | 6                      | Eliminados      |
| 1Debido a un problema personal, Ian Waite reemplazó a Cole. |                                |                        |                        |                        |                        |                 |

- Serie 9 con Lulu

| Semana                                                                | Baile / Canción                        | Puntajes de los jueces | Puntajes de los jueces | Puntajes de los jueces | Puntajes de los jueces | Resultado       |
| Semana                                                                | Baile / Canción                        | C.R.                   | L.G.                   | A.D.                   | B.T.                   | Resultado       |
| --------------------------------------------------------------------- | -------------------------------------- | ---------------------- | ---------------------- | ---------------------- | ---------------------- | --------------- |
| 1                                                                     | Chachachá / «I've Got the Music in Me» | 2                      | 5                      | 5                      | 5                      | Sin eliminación |
| 2                                                                     | Foxtrot / «Breakeven»                  | 5                      | 6                      | 7                      | 7                      | Salvados        |
| 3                                                                     | Rumba / «All I Ask of You»             | 5                      | 7                      | 7                      | 7                      | Salvados        |
| 4                                                                     | Samba / «Sir Duke»                     | 5                      | 6                      | 7                      | 7                      | Salvados        |
| 5                                                                     | Pasodoble / «Highway to Hell»          | 6                      | 7                      | 8                      | 8                      | Salvados        |
| 6                                                                     | Tango / «Kiss»                         | 5                      | 81                     | 7                      | 7                      | Eliminados      |
| 1Puntaje dado por la juez invitada Jennifer Grey en lugar de Goodman. |                                        |                        |                        |                        |                        |                 |

- Serie 10 con Victoria Pendleton

| Semana | Baile / Canción               | Puntajes de los jueces | Puntajes de los jueces | Puntajes de los jueces | Puntajes de los jueces | Resultado       |
| Semana | Baile / Canción               | C.R.                   | D.B.                   | L.G.                   | B.T.                   | Resultado       |
| ------ | ----------------------------- | ---------------------- | ---------------------- | ---------------------- | ---------------------- | --------------- |
| 1      | Chachachá / «Spinning Around» | 3                      | 4                      | 5                      | 4                      | Sin eliminación |
| 2      | Foxtrot / «Moondance»         | 6                      | 6                      | 7                      | 7                      | Salvados        |
| 3      | Rumba / «Up Where We Belong»  | 4                      | 5                      | 7                      | 6                      | Salvados        |
| 4      | Tango / «White Wedding»       | 7                      | 8                      | 8                      | 8                      | Salvados        |
| 5      | Samba / «It's Not Unusual»    | 6                      | 6                      | 6                      | 5                      | Salvados        |
| 6      | Quickstep / «Luck Be a Lady»  | 7                      | 7                      | 8                      | 8                      | Salvados        |
| 7      | Pasodoble / «Bicycle Race»    | 5                      | 6                      | 7                      | 6                      | Salvados        |
| 8      | Salsa / «Candy»               | 4                      | 6                      | 6                      | 5                      | Eliminados      |

- Serie 11 con Sophie Ellis-Bextor

| Semana         | Baile / Canción                                          | Puntajes de los jueces  | Puntajes de los jueces  | Puntajes de los jueces  | Puntajes de los jueces  | Resultado       |
| Semana         | Baile / Canción                                          | C.R.                    | D.B.                    | L.G.                    | B.T.                    | Resultado       |
| -------------- | -------------------------------------------------------- | ----------------------- | ----------------------- | ----------------------- | ----------------------- | --------------- |
| 1              | Vals / «Moon River»                                      | 7                       | 7                       | 7                       | 7                       | Sin eliminación |
| 2              | Charlestón / «Rock It For Me»                            | 9                       | 9                       | 9                       | 9                       | Salvados        |
| 3              | Samba / «All Night Long (All Night)»                     | 7                       | 8                       | 8                       | 8                       | Salvados        |
| 4              | Foxtrot / «Cheek to Cheek»                               | 8                       | 9                       | 9                       | 9                       | Salvados        |
| 5              | Chachachá / «P.Y.T. (Pretty Young Thing)»                | 7                       | 8                       | 7                       | 8                       | Salvados        |
| 6              | Jive / «Maneater»                                        | 6                       | 7                       | 8                       | 7                       | Salvados        |
| 7              | Tango argentino / «Sweet Dreams (Are Made of This)»      | 8                       | 8                       | 8                       | 8                       | Salvados        |
| 8              | Quickstep / «The Lady Is a Tramp»                        | 7                       | 9                       | 9                       | 9                       | Salvados        |
| 9              | Rumba / «Will You Still Love Me Tomorrow»                | 7                       | 8                       | 8                       | 8                       | Salvados        |
| 10             | Vals vienés / «My Favorite Things»                       | 9                       | 9                       | 9                       | 9                       | Salvados        |
| 11             | Tango / «Material Girl»                                  | 9                       | 8                       | 8                       | 9                       | Salvados        |
| 11             | Swing-atón / «Do You Love Me»                            | Ganaron 4 puntos extras | Ganaron 4 puntos extras | Ganaron 4 puntos extras | Ganaron 4 puntos extras | Salvados        |
| 12 (Semifinal) | Pasodoble / «Montagues and Capulets»                     | 8                       | 9                       | 9                       | 9                       | Salvados        |
| 12 (Semifinal) | American smooth / «They Can't Take That Away from Me»    | 8                       | 9                       | 9                       | 10                      | Salvados        |
| 13 (Final)     | Vals vienés / «My Favorite Things»                       | 9                       | 10                      | 10                      | 10                      | Eliminados      |
| 13 (Final)     | Showdance / «I Wanna Dance with Somebody (Who Loves Me)» | 8                       | 9                       | 9                       | 9                       | Eliminados      |

- Serie 12 con Sunetra Sarker

| Semana                                           | Baile / Canción                                   | Puntajes de los jueces | Puntajes de los jueces | Puntajes de los jueces | Puntajes de los jueces | Resultado       |
| Semana                                           | Baile / Canción                                   | C.R.                   | D.B.                   | L.G.                   | B.T.                   | Resultado       |
| ------------------------------------------------ | ------------------------------------------------- | ---------------------- | ---------------------- | ---------------------- | ---------------------- | --------------- |
| 1                                                | Tango / «Bad Case of Loving You (Doctor, Doctor)» | 5                      | 6                      | 6                      | 7                      | Sin eliminación |
| 2                                                | Chachachá / «Million Dollar Bill»                 | 6                      | 6                      | 7                      | 7                      | Salvados        |
| 3                                                | American smooth / «The Way You Look Tonight»      | 7                      | 8/81                   | 9                      | 8                      | Salvados        |
| 4                                                | Salsa / «Turn the Beat Around»                    | 6                      | 7                      | 7                      | 7                      | Salvados        |
| 5                                                | Vals vienés / «Anyone Who Had a Heart»            | 7                      | 7                      | 8                      | 8                      | Salvados        |
| 6                                                | Jive / «Tainted Love»                             | 6                      | 7                      | 7                      | 7                      | Salvados        |
| 7                                                | Foxtrot / «All of Me»                             | 7                      | 8                      | 8                      | 8                      | Salvados        |
| 8                                                | Samba / «I Don't Feel Like Dancin'»               | 6                      | 8                      | 8                      | 8                      | Dos últimos     |
| 9                                                | Vals / «Last Request»                             | 7                      | 7                      | 8                      | 8                      | Dos últimos     |
| 10                                               | Rumba / «The Girl from Ipanema»                   | 5                      | 7                      | 8                      | 7                      | Eliminados      |
| 1Puntaje dado por el juez invitado Donny Osmond. |                                                   |                        |                        |                        |                        |                 |

- Serie 13 con Kirsty Gallacher

| Semana | Baile / Canción                  | Puntajes de los jueces | Puntajes de los jueces | Puntajes de los jueces | Puntajes de los jueces | Resultado       |
| Semana | Baile / Canción                  | C.R.                   | D.B.                   | L.G.                   | B.T.                   | Resultado       |
| ------ | -------------------------------- | ---------------------- | ---------------------- | ---------------------- | ---------------------- | --------------- |
| 1      | Vals / «Vincent»                 | 4                      | 5                      | 6                      | 5                      | Sin eliminación |
| 2      | Salsa / «Can't Touch It»         | 5                      | 5                      | 5                      | 5                      | Salvados        |
| 3      | American smooth / «He's a Tramp» | 5                      | 6                      | 6                      | 6                      | Salvados        |
| 4      | Pasodoble / «Beautiful Day»      | 4                      | 6                      | 6                      | 5                      | Dos últimos     |
| 5      | Vals vienés / «This Year's Love» | 7                      | 7                      | 8                      | 7                      | Salvados        |
| 6      | Charlestón / «Bad Romance»       | 3                      | 5                      | 5                      | 4                      | Eliminados      |

- Serie 14 con Anastacia

| Semana                                                    | Baile / Canción                  | Puntajes de los jueces | Puntajes de los jueces | Puntajes de los jueces | Puntajes de los jueces | Resultado       |
| Semana                                                    | Baile / Canción                  | C.R.                   | D.B.                   | L.G.                   | B.T.                   | Resultado       |
| --------------------------------------------------------- | -------------------------------- | ---------------------- | ---------------------- | ---------------------- | ---------------------- | --------------- |
| 1                                                         | Chachachá / «Lady Marmalade»     | 8                      | 7                      | 7                      | 6                      | Sin eliminación |
| 2                                                         | Salsa / «Sax»                    | 4                      | 6                      | 6                      | 6                      | Dos últimos     |
| 3                                                         | Vals vienés / «A Thousand Years» | 6                      | 7                      | 7                      | 7                      | Salvados        |
| 4                                                         | Rumba / «The Way We Were»        | 6                      | 7                      | 7                      | 7                      | Dos últimos     |
| 51                                                        | Quickstep / «My Kind of Town»    | 7                      | 7                      | 8                      | 8                      | Salvados        |
| 6                                                         | Jive / «Bat Out of Hell»         | 4                      | 7                      | 7                      | 7                      | Eliminados      |
| 1Debido a una enfermedad, Gorka Márquez reemplazó a Cole. |                                  |                        |                        |                        |                        |                 |

- Serie 15 con Charlotte Hawkins

| Semana | Baile / Canción                     | Puntajes de los jueces | Puntajes de los jueces | Puntajes de los jueces | Puntajes de los jueces | Resultado       |
| Semana | Baile / Canción                     | C.R.                   | D.B.                   | S.B.                   | B.T.                   | Resultado       |
| ------ | ----------------------------------- | ---------------------- | ---------------------- | ---------------------- | ---------------------- | --------------- |
| 1      | Foxtrot / «The Best Is Yet to Come» | 5                      | 5                      | 6                      | 6                      | Sin eliminación |
| 2      | Chachachá / «Sugar»                 | 2                      | 4                      | 3                      | 3                      | Salvados        |
| 3      | Tango / «Danger Zone»               | 4                      | 5                      | 4                      | 4                      | Salvados        |
| 4      | Jive / «Marry You»                  | 4                      | 5                      | 5                      | 5                      | Eliminados      |

## Trabajo de caridad
Cole ha apoyado varias funciones de caridad, incluido el grupo de campaña contra el acoso escolar Act Against Bullying.

## Vida personal
En 2010 Cole se casó con Zoe Hobbs, una modelo británica, que dio a luz a su primera hija, Aurelia, el día de Navidad de 2012. La familia ahora vive en Aylesbury, Buckinghamshire.